# Doppio tiro
Doppio tiro (Double Tap) è un film del 1997 diretto da Greg Yaitanes.

## Trama
L'agente dell'FBI Katherine Hanson sta preparando una retata quando un misterioso individuo uccide con due colpi di pistola alla testa tutti i criminali su di cui stava indagando. Katherine si mette quindi alla ricerca di quest'uomo noto come Cypher, considerandolo nient'altro che un vigilante da consegnare alla giustizia, ma, quando entrambi si trovano braccati da un boss mafioso desideroso di vendetta, imparerà a fare coppia con lui.

## Produzione
Il film, scritto dall'esordiente Erik Saltzgaber e ri-scritto dalla coppia Alfred Gough/Miles Millar, è costato circa 6 milioni di dollari. È stata la prima produzione della Decade, una casa di produzione fondata da Joel Silver e Richard Donner per produrre cinque film "a basso costo" in due anni finanziati da HBO, Republic Pictures e la Kushner-Locke Company. L'unico altro titolo prodotto dalla casa prima del suo scioglimento è stato tuttavia Triplo inganno (1999).

## Colonna sonora
La colonna sonora originale del film è stata composta da Moby, ma mai pubblicata ufficialmente se non in un bootleg di 23 tracce. I brani Novio, I Like to Score (originariamente intitolato Ulysses' Stripper) e Nash sono stati poi inclusi nella raccolta I Like to Score (1997).

## Distribuzione
Il film è stato distribuito nelle sale cinematografiche statunitensi dalla Kushner-Locke Company.
È arrivato in Italia direttamente in home video, prima come Doppio tiro in VHS da RCS Film & TV S.p.A. e in seguito in DVD da Storm Video col titolo originale di Double Tap. È stato anche trasmesso in TV come Il segno del killer.